# Łeba
Łeba (← poloneză, germană Leba) este un oraș în powiat lęborski, voievodatul Pomerania, Polonia. Are o populație de 3.857 locuitori și suprafață de 14,8 km².